# 雅灯心草
雅灯心草（学名：Juncus concinnus）为灯心草科灯心草属的植物。分布在尼泊尔、不丹以及中国大陆的云南、四川、西藏等地，生长于海拔1,500米至3,900米的地区，见于草地、山坡林下以及沟边潮湿处，目前尚未由人工引种栽培。